# Dragueville
Pour les articles homonymes, voir Dracqueville.
Dragueville est une ancienne commune de la Manche. En l’an III de la République, elle fusionne avec Le Mesnil-Villeman.

## Géographie
L'ancienne paroisse de Dragueville se situait au hameau éponyme à l'ouest du Mesnil-Villeman à côté de l'Airou.

## Toponymie
Le nom de la localité est attesté sous les formes [Radulfo de] Dragevilla en 1192 (copie, B. R., Martainville, Y103, 184), Draguevilla en 1203 (Stapleton, II,514), Draguevilla vers 1280 (pouillé), Dragueville en 1634, Dracqueville en	1636, Draqueville en 1677.
Il s'agit d'une formation toponymique médiévale en -ville au sens ancien de « domaine rural ». L'appellatif -ville est précédé du nom de personne germanique Drago (ou Trago), possible hypocoristique de l'anthroponyme Dragwald > *Dragald et qui aurait donné directement le nom de famille français Dragaud (rare).
Homonymie avec Dracqueville (Seine-Maritime, [A. de] Drageville, fin XIIe siècle, Dragavilla vers 1240, Dragueville en 1431), ancienne paroisse et commune.
À noter que le passage de [g] à [k] est souvent constaté dans la toponymie normande, l'inverse étant sans doute exceptionnel.

## Histoire
Richard de Folligny, curé de Carantilly, est dit en 1504, tenir du roi la terre de Folligny à « gage plège » tenue par une franche et noble vavassorie dont le chef est assis en la paroisse de Folligny. Il tenait aussi un franc fief de Haubert au Mesnil-Villeman avec manoir et colombier, ainsi que le moulin de Dragueville, et un huitième de fief de haubert en la paroisse de Fresville, à gage plège, mais sans manoir.
Le fief de Dragueville appartenaient à une branche des du Mesnil-Adelée qui les a conservé jusqu'en 1783.
À la suite du décès de Louis-Georges du Mesnil-Adelée, les terres revinrent au marquis de Gourmont, lieutenant-colonel au régiment de Lorraine. Le château, construit a début du XVIIe siècle par Jean du Mesnil-Adelée, s'élève sur le plateau qui domine à l'est la vallée de l'Airou, presque en face des vestiges du château de Beauchamps, qui était situé sur l'autre versant de la vallée. Le château avait été largement pillé après l'incarcération de son propriétaire, pendant la Terreur.

## Démographie
En 1793 Dracqueville comptait 271 habitants.

## Lieux et monuments

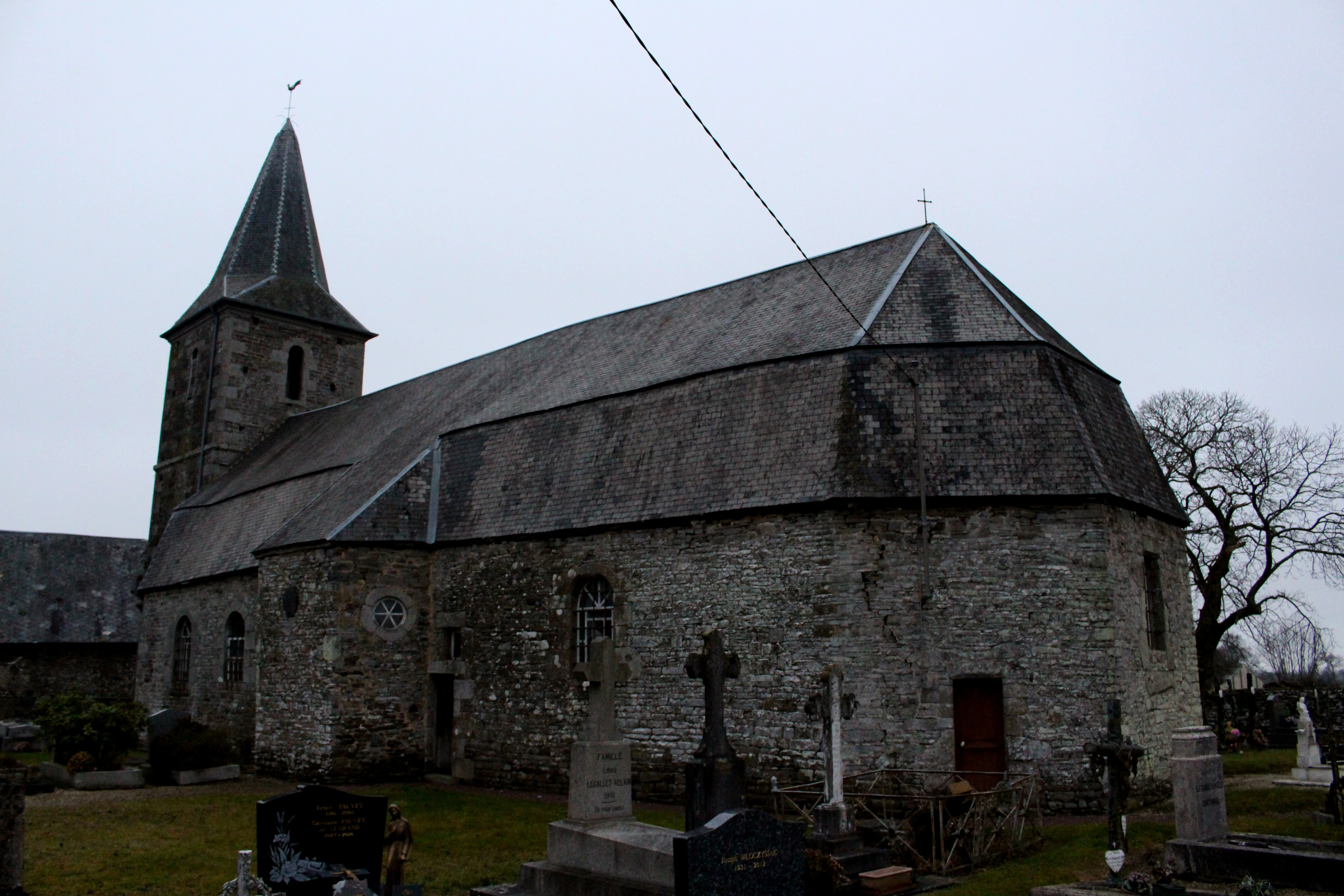
Eglise Notre-Dame.

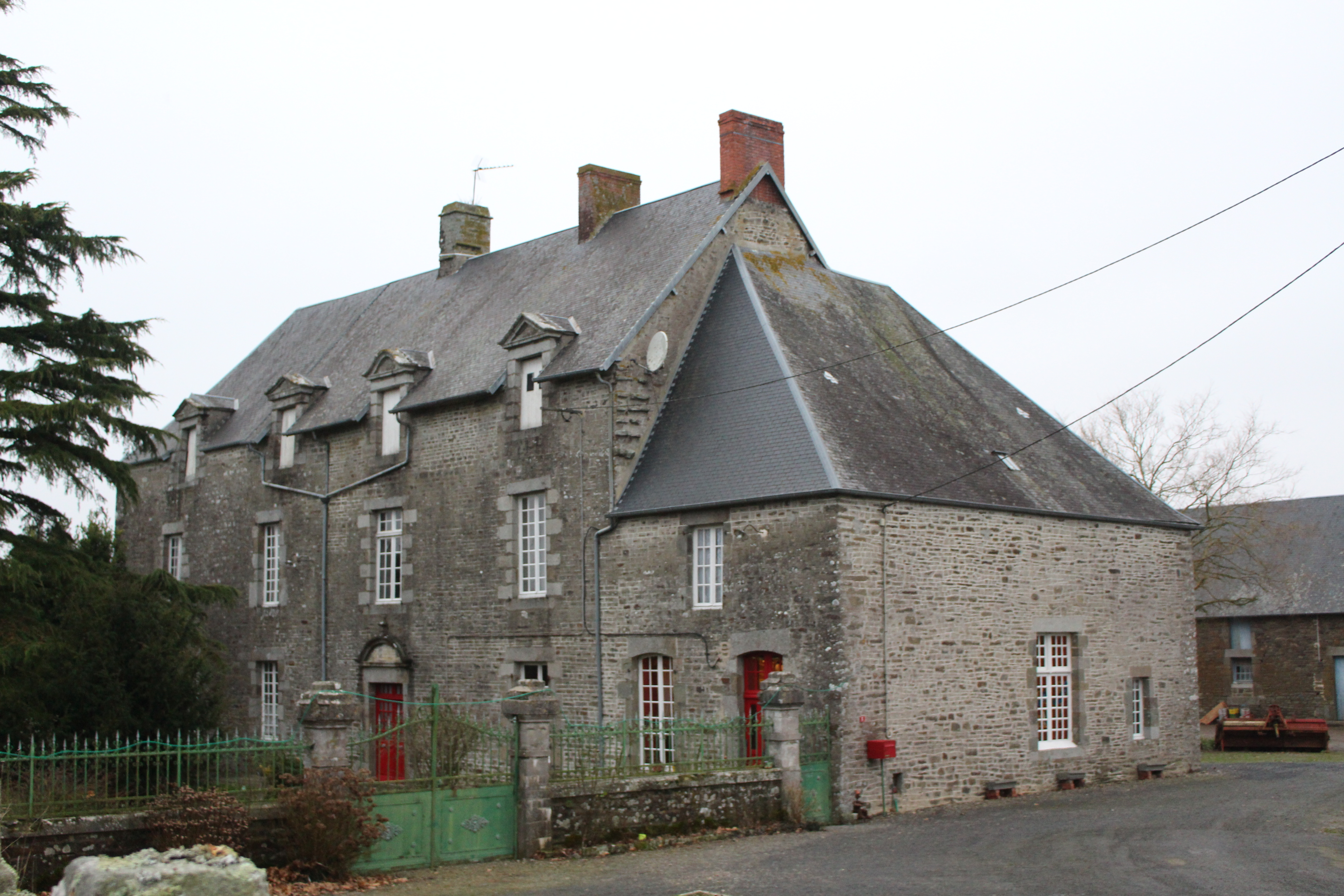
Le château.

- L'église Notre-Dame[6].
- Le château de style Louis XIII.